# Afrikanischer Rosmarin

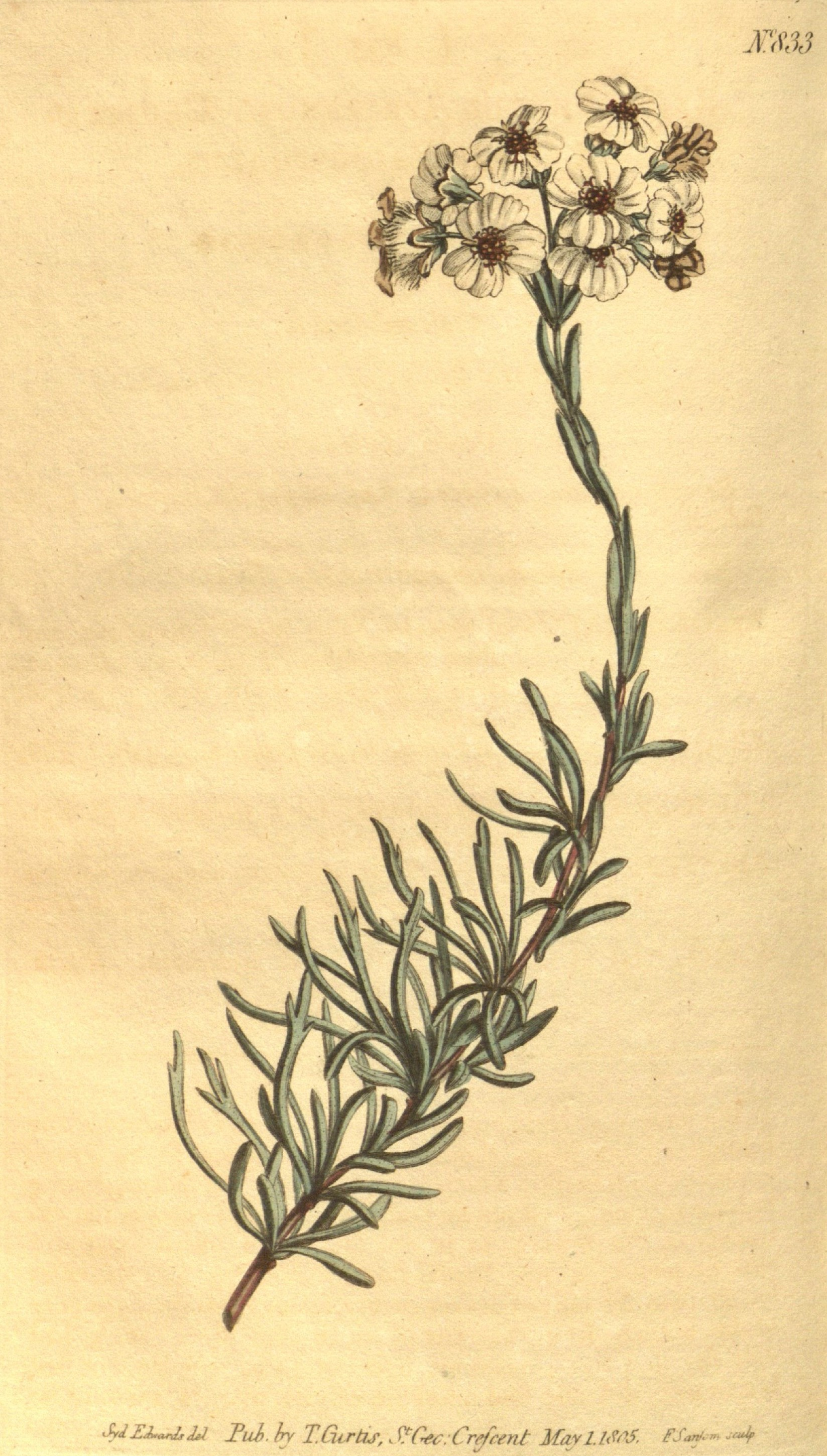
Illustration von Eriocephalus africanus

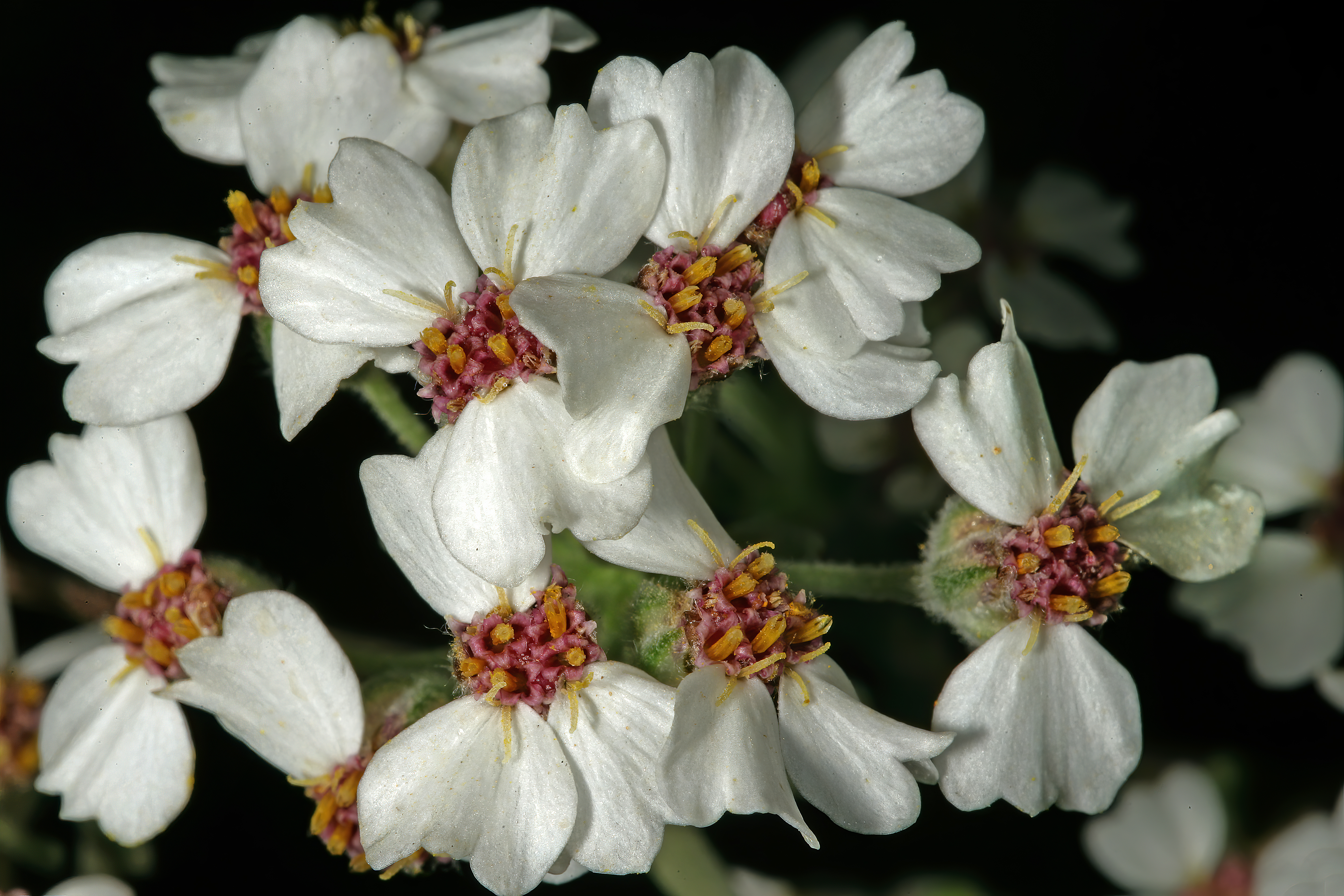
Blütenstand

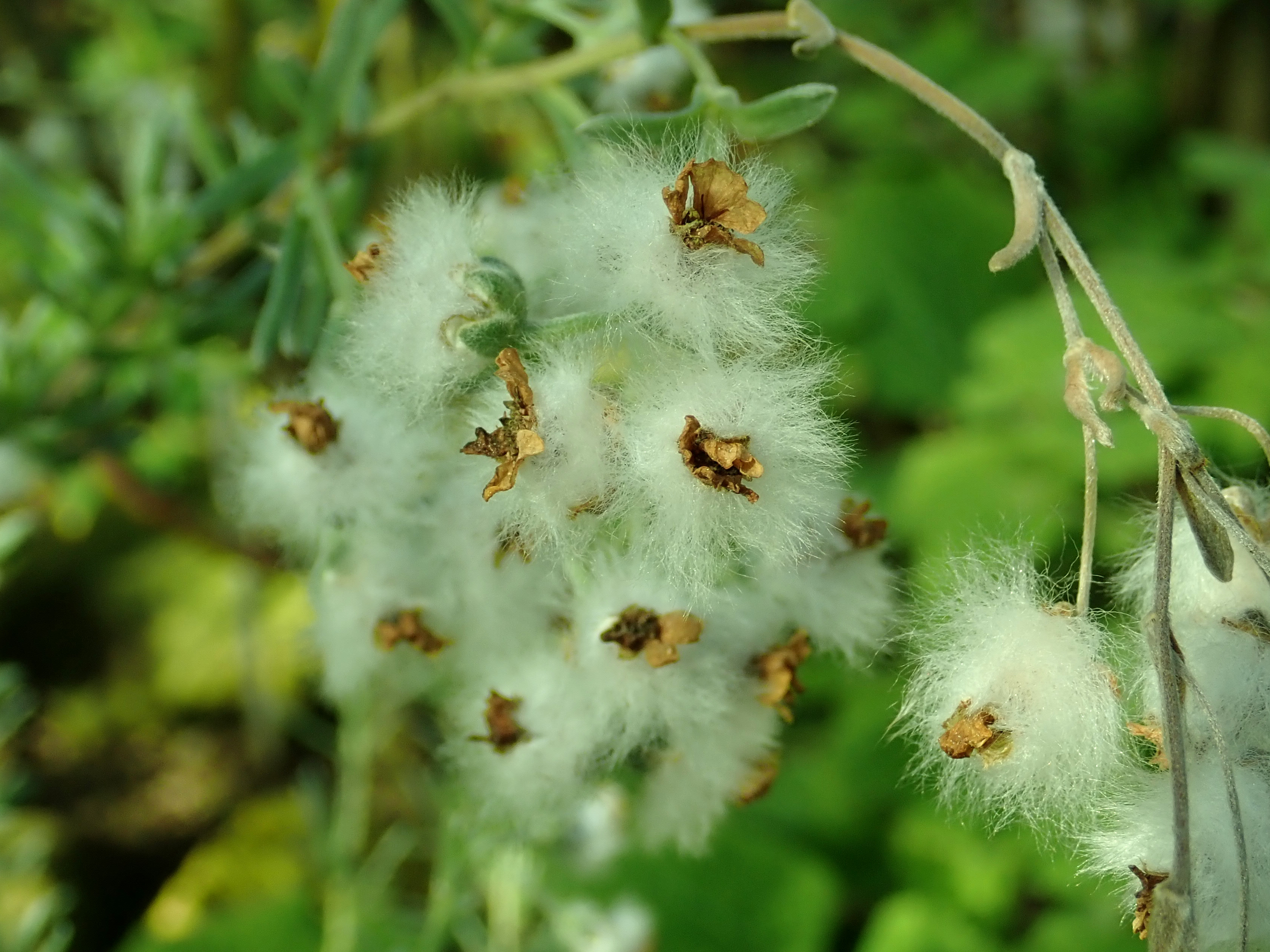
Fruchtstand

Afrikanischer Rosmarin (Eriocephalus africanus), auch Wilder Rosmarin, Afrikanischer Wollkopf, ist eine Pflanzenart die in Südafrika endemisch ist. Dort ist sie eine auffällige und bekannte Pflanze.

## Beschreibung
Das Aussehen der reich verzweigten, verholzenden, bis zu 1 Meter hohen und 4 Meter breiten, aromatischen, immergrünen, buschigen Zwergsträucher, mit kegelförmigem Wuchs variiert stark mit dem Standort. Die kleinen, fingerig-nadelförmigen, stumpfen bis spitzen oder bespitzten Laubblätter stehen gegenständig oder wirtelig zu dritt und an Blütentrieben wechselständig sowie dichter an Langtrieben. Die bis zu 2–3 Zentimeter langen Blätter sind ganz, handförmig zerschnitten oder fiederschnittig mit bis zu 7 Lappen. Ihre leicht filzige oder seidige Behaarung sorgt für ein mattes, silbrig-graues Aussehen und verringert Feuchtigkeitsverluste.
Die heterogamen Blütenstände sind kleine Köpfchen, die in mehr oder weniger behaarten, end- oder seitenständigen Schirmrispen getragen werden. Es ist ein mehr oder weniger behaarter Hüllkech mit wenigen Phyllarien vorhanden. Die äußeren Hüllblätter besitzen einen membranösen Rand. Jedes Köpfchen trägt wenige, bis zu 5, weibliche Zungenblüten mit auffälligen schneeweißen und gelappten Zungen. Die Zungenblüten umgeben bis zu 27 funktionell männliche, purpurfarbene bis gelbliche Röhrenblüten mit sterilem Fruchtknoten. Der Griffel der Scheibenblüten ist unverzweigt und behaart, derjenige der Zungenblüten ist verzweigt. Es sind verschiedene, mehr oder weniger behaarte Spreuschuppen ausgebildet, die äußeren sind verwachsen und werden auch als Hüllblätter gedeutet. Die Pflanzen blühen von Juli bis September.
Die kleinen Achänen sind lang wollig behaart, und der Blütenboden ist dicht lang behaart, so dass es von weitem wie Schnee aussieht.

## Ökologie
Die Art gehört zur Kapflora (Capensis). Sie kommt in der westlichen und östlichen Kapregion und im Namaqualand häufig vor, wo sie hauptsächlich an Granit- und Lehmhängen wächst.
Sie braucht durchlässige Böden und volle Sonne. Sie verträgt Trockenheit, schlechte und steinige Böden und Fröste bis −5 Grad Celsius. Vegetative Vermehrung ist möglich. Sie ist eine Pionierpflanze mit ausgedehntem Wurzelsystem um eine bis zu 6 Meter tief reichende Pfahlwurzel. Die Blüten werden durch Wind und Insekten bestäubt.
Bekannte phytochemische Verbindungen in oberirdischem Pflanzenmaterial umfassen ätherische Öle, Flavonoide, Sesquiterpenlactone, Tannine und tetracyclische Triterpene.

## Bedeutung
Ökologisch dient die Pflanze als Nektar- und Pollenquelle für viele Insekten und als sekundäre Nahrungsquelle für Herdentiere. Wirtschaftliche Bedeutung hat sie als Quelle von ätherischem Öl für kulinarische, medizinische und Duft-Zwecke und wird auch als Zierpflanze genutzt. Sie wird in Südafrika (auch in Hausgärten) kultiviert und auch zum Verkauf angeboten. Sie wird auch rund um das Mittelmeer sowie in Mexiko, USA und Australien angepflanzt. Fein gehackte junge Zweige und frische oder getrocknete Blätter werden (als Rosmarin-Ersatz) unter anderem zum Würzen von Suppen, Salaten, Gemüse, Fleisch, Wein, Essig und Öl verwendet. Pflanzenextrakte zeigen analgetische, antibakterielle, antimykobakterielle, antimykotische, entzündungshemmende, antioxidative, fiebersenkende und phytotoxische Wirkungen.
Die behaarten Blütenköpfe wurden früher auch als Füllmaterial für Kissen gesammelt.

## Taxonomie
Die wissenschaftliche Erstbeschreibung erschien 1753 in Carl von Linnés Werk Species Plantarum. Die variable Erscheinung führte seither zu einer Vielzahl synonymer wissenschaftlicher Namen aus Beschreibungen vermeintlich eigenständiger Arten.
Trivialnamen in verschiedenen Sprachen (zum Beispiel Afrikaans: wilde roosmaryn) beziehen sich auf eine oberflächliche Ähnlichkeit mit dem eigentlichen, mediterranen Rosmarin, zu dem keine Verwandtschaft besteht. (Das Laub ist weicher, teils lappig und nicht glänzend.) Der Gattungsname und andere Trivialnamen beziehen sich auf das wollige (griechisch erion: Wolle, cephale: Kopf) oder schneebedeckte (→ Kapok) Aussehen der Pflanzen durch die Flugapparate der Achänen. Die Art ist innerhalb der Gattung näher verwandt mit E. klinghardtensis, E. brevifolius und E. scariosus. Es werden zwei Varietäten mit überlappenden Verbreitungsgebieten unterschieden:
- var. africanus mit lappigen, sukkulenten Blättern und Verbreitung in Küstengebieten der Westkap-Provinz in Höhen von bis zu 100 Metern über dem Meer und
- var. paniculatus mit aufrechterem Wuchs, ganzrandigen und kaum sukkulenten Blätter und Verbreitung im Landesinneren der Provinzen Ostkap, Nordkap und Westkap an Lehm- oder Granithängen in Höhen von 100 bis 3000 Metern über dem Meeresspiegel.